# 리 에번스 (육상 선수)
리 에드워드 에번스(Lee Edward Evans, 1947년 2월 25일 ~ 2021년 5월 19일)는 미국의 육상 선수였으며, 1968년 하계 올림픽에서 금메달 두 개를 땄다.
캘리포니아주 마데라에서 출생한 에번스는 샌호제이의 오버펠트 고등학교에서 육상 생활을 하는 동안에 한번도 패한 적이 없으며, 1964년과 1965년 440 야드에서 각각 48.2초와 46.9초의 기록을 향상하였다. 그는 샌호제이 주립 대학교에 입학하였다. 신입생으로서 1966년 아마추어 육상 연맹 선수권 대회에서 440야드를 우승하였다.
1966년 로스앤젤레스에서 1600m 계주 국가 대표팀의 단원으로서 기록을 깨면서 자신의 첫 세계 기록을 이루어냈고, 이듬해에는 201.17m 릴레이에서 1분 22.1초의 기록을 세워 그 기록을 깼다.
에코 서밋에서 열린 멕시코시티 하계 올림픽 선발 시합에서 44.0초의 기록으로 우승하였으며, 올림픽의 400m 결승전에서 43.86의 기록을 세워 금메달을 획득하였다. 1600m 릴레이에서 최종 주자로 뛰면서 2분 56.16초의 다른 세계 기록을 세우면서 두 번째 금메달을 따냈다. 양기록은 20년 가까이 세계 기록으로 보유되었다. 금메달을 받으면서 에번스와 동료 선수들 래리 제임스와 론 프리먼은 메달 시상식에서 흑표당의 모방적 베레모를 썼다.
1969년과 1972년 아마추어 육상 연맹 400m 타이틀을 우승한 후, 에번스는 1972년 하계 올림픽 선발 시합에서 4위로 오고 말았으나 다시 한번 1600m 릴레이 팀의 단원으로 임명되었다. 그러나 빈센트 매튜즈와 웨인 콜레트가 메달 시상식에서 거슬리는 행동으로 대회에서 출전 금지를 당하자 미국 팀은 출전하지 못하게 되었다. 그해의 시즌 후에 에번스는 프로선수가 되었다.
에번스는 남부 앨라배마 대학교에서 육상 총감독의 직을 받기 전에 아프리카 6개 나라에서 육상 프로그램을 지도하였다.
1983년 미국 국립 육상 명예의 전당에 헌액되었다.
2021년 5월 19일 나이지리아 라고스에서 74세의 나이에 뇌졸중으로 사망하였다.